# Kansas City Royals
Los Kansas City Royals (en español, Reales de Kansas City) son un equipo profesional de béisbol de los Estados Unidos con sede en Kansas City, Misuri. Compiten en la División Central de la Liga Americana (AL) de las Grandes Ligas de Béisbol (MLB) y juegan sus partidos como locales en el Kauffman Stadium. El equipo fue fundado como una franquicia de expansión en el año de 1969 y a lo largo de su historia ha ganado cuatro banderines de la Liga Americana y siete títulos de división. Ha jugado en cuatro Series Mundiales, ganando en 1985 y 2015 y perdiendo en 1980 y 2014. El nombre "Royals" rinde homenaje al American Royal, un espectáculo de ganado, espectáculo de caballos, rodeo y campeonato de barbacoa que se celebra anualmente en Kansas City desde 1899,[cita requerida] así como a los nombres de dos ex equipos de béisbol de la liga negra que jugaron en la primera mitad del siglo XX.
Salvo un periodo dominante de diez años entre 1976 y 1985, y un resurgimiento entre 2013 y 2015, los Royals no han destacado como un equipo fuerte. En la última temporada han conseguido dar la vuelta a la desastrosa temporada de 2023, posicionándose segundos en la División Central de la Liga Americana, quedando por encima de 17 equipos en porcentaje de victorias sobre derrotas.
Actualmente se posicionan como el séptimo peor equipo de las Grandes Ligas por porcentaje de victorias sobre derrotas.

## Historia

### 1969-1979: Fundación y primeros años
Los Kansas City Royals entraron a la MLB como franquicia de expansión de la Liga Americana en 1969 junto a los Seattle Pilots. El equipo fue fundado por Ewing Kauffman, un hombre de negocios de Kansas City. La franquicia se estableció en la ciudad de Misuri gracias a la actuación del senador Stuart Symington, quién exigió una nueva franquicia para KCMO tras la marcha de los Athletics a Oakland en 1968.
Los Royals disputaron su primer partido oficial el 8 de abril de 1969 derrotando 4-3 a los Minnesota Twins. El equipo finalizó su primera temporada de existencia con un registro de 69 victorias y 93 derrotas. Lou Piniella fue elegido Novato del Año de la AL. 
Su primera temporada ganadora en llegó en 1971, bajo el mando del mánager Bob Lemon.
Whithey Herzog, reemplazó a Jack McKeon en 1975 y los Royals fueron la franquicia dominante en la AL Oeste, ganando tres títulos divisionales entre 1976 y 1978. Los Royals cayeron ante los New York Yankees en tres ocasiones en los encuentros por la Serie final del Campeonato de la Liga Americana.

### 1980-1985: Contendientes
Después de que los Royals finalizaron en segundo lugar en 1979, Herzog fue sustituido por Jim Frey. Bajo el mandato de Frey, los Royals regresaron a Playoffs en 1980 y avanzaron hacia el playoff de la Liga Americana donde se vieron las caras con los New York Yankees. Los Royals derrotaron a los Yankees en tres juegos seguidos cuando George Brett disparó un jonrón a la estrella del relevo de los Yankees el pitcher Goose Gossage. Los Royals llegaron a su primera Serie Mundial, pero fueron derrotados por los Philadelphia Phillies en seis partidos.
Los Royals regresaron a la postemporada en 1981, perdiendo ante los Oakland Athletics.
En julio de 1983, mientras los Royals terminaron en segundo lugar después de Chicago White Sox, ocurrió otro capítulo en la rivalidad con los Yankees. Después del incidente conocido como "Pine Tar Incident", (el incidente de alquitrán de pino), los ampayers descubrieron un bate de pino ilegal (más de 18 pulgadas arriba del mango), en el bate del tercera base George Brett el cual le había bateado un jonrón de dos carreras a Gossage que puso a los Reales arriba 5-4 en la parte alta del noveno inning. Después que el mánager de los Yankees Billy Martin salió disparado del dogout a hablar con el ampayer de home Tim McClelland, junto con otros ampayers vieron el tamaño del bate el cual midieron, tocaron, pesaron etc. McClelland fue al dogout señalando a Brett y le hizo la señal de "fuera", anulando el jonrón. George Brett regresó enfurecido al dogout, histérico y con irritación y McClelland expulsó a Brett. Fue reinstalado posteriormente por el presidente de la Liga Americana Lee MacPhail y los Reales ganaron ese juego el cual fue realizado varias semanas más tarde como parte de un doble juego.
En la temporada de 1983 fue notable algunos cambios transicionales en la organización de los Reales. Primero, el dueño Ewing Kauffman vendió el 49% de sus acciones al empresario Avron Fogelman. Segundo, John Schuerholz fue nombrado gerente general. Schuerholz hizo que el sistema de sucursales diera pitcher como David Cone, Bud Black, Danny Jackson, Mark Gubicza, y Bret Saberhagen así como el bateador Kevin Seitzer.
Gracias a la súbita y sorpresiva maduración de muchos de los jugadores mencionados (específicamente el pitcheo), los Royals ganaron su quinto título divisional en 1984, uniendo al bateo de Brett, el joven staff de pitcheo con Saberhagen, Gulicza, Charlie Liebrandt, Black y Jackson. Los Reales se enfrentaron a los Tigres de Detroit por el título de la Liga Americana. Los Tigres ganarían la Serie Mundial de ese año.
1985 fue un gran año para los Kansas City Royals. Obtuvieron su segundo campeonato de la Liga Americana y con ello su segundo pase para la Serie Mundial. En ella se enfrentaron al otro equipo de Misuri los St. Louis Cardinals, a los que derrotaron por 4-3 en el global de una eliminatoria apodada «I-70 Series» porque San Luis y Kansas City están conectadas por la autopista interestatal 70.

### 1986-1994: Estando en el cuadro
Kansas City, mantenía una reputación de ser uno de los equipos que llegaban frecuentemente al liderato de la Liga Americana en la división del Oeste a fines de la década de los 80's. El equipo mantenía un récord ganador en tres de las cuatro temporadas siguientes del campeonato de las Series Mundiales, mientras desarrollaban jóvenes estrellas como Bo Jackson, Tom Goron y Kevin Seitzer. Los Reales finalizaron la temporada de 1989 con récord de 92-70 (el tercer mejor récord en las Ligas Mayores) pero no alcanzó para calificar a los playoffs.
Cuatro años después repetiría en la temporada 1989 y ganaría su segundo trofeo Cy Young y el segundo de la franquicia.
Al cierre de la temporada de 1989, el equipo tuvo una rotación de pitcheo muy poderosa, que incluía al pitcher ganador del trofeo Cy Young Bret Saberhagen (con récord de la franquicia de 23 juegos ganados en 1989), el dos veces participante del Juego de Estrellas Mark Gubicza (15 juegos ganados en 1989), pero la organización sintió que estaba perdiendo piezas, para darle a sus rivales divisionales los Atléticos de Oakland, la carrera por su dinero. Los Reales no habían tenido un cerrador de calidad desde el pitcher Dan Quisenberry, el as cerrador del Juego de Estrellas en la década de los 80's, el cual dejó el club en 1988. Mark Davis en 1989, fue el líder en juegos salvados con 44 y 1.85 en promedio de carreras limpias, siendo ganador del trofeo Cy Young en 1989, espalda con espalda en el Juego de Estrellas con los Padres de San Diego, llegando como agente libre al terminar la temporada de 1989. Después de varios intentos por adquirir a Davis, la organización lo firmó por cuatro años y un contrato de 13 millones de dólares (el más grande salario en la historia del béisbol en ese tiempo) el 11 de diciembre de 1989. Varios días antes, su bullpen se había enriquecido con el pitcher inicialista Storm Davis quién había tenido 19 juegos ganados (el tercer récord de la Liga Americana) con los Atléticos de Oakland en 1989, con un contrato de tres años por 6 millones de dólares. Con una sólida rotación de pitcheo, la cual fue calificada como la mejor de la Liga, el equipo dio para el Juego de Estrellas al primera base Gerald Perry y firmó a otro agente libre con el veterano Richard Dotson bateador derecho. Kansas City terminó la temporada de 1989-1990, con la mayor cantidad de agentes libres en su historia. Pero después de los prometedores movimientos de la post-temporada, el equipo sufrió de lesiones en el bullpen siendo el recién firmado Davis, lesionado para la temporada de 1990. Los Reales terminaron esta campaña con récord de 75-86 en el segundo lugar en la división Oeste de la Liga Americana (récord negativo de la franquicia desde 1970). La mayor lesión se presentó en Bo Jackson, el futuro jugador franquicia, sufrió una lesión importante y devastadora en su cadera mientras jugaba futbol americano fuera de temporada. Por esta lesión Bo Jackson estuvo fuera de la campaña de 1991 y posiblemente más y el equipo no tuvo al rey del jonrón durante el entrenamiento de la primavera.
La evolución del equipo de los Reales de 1990 a 1992, no pudieron tener récords ganadores incluida la temporada acortada de 1994 por la huelga. Además con la aparición de las series de playoff durante esta era, muchos de los reflectores se centraron alrededor de la carrera de George Brett, como su tercer título de bateo en 1990, lo cual lo hizo ser el primer jugador en ganar títulos de bateo en tres décadas diferentes además de sus tres mil hits.

### 1995-2002: Declive
Al inicio de la década de los 90's, los Reales habían tenido una doble asociación entre el gerente general John Schuerholz despedido en 1990 y el dueño Ewing Kauffman fallecido en 1993. Corto tiempo después del fallecimiento de Kauffman, se presentó un plan complejo de sucesión en el equipo de Kansas City. El equipo fue donado a su fallecimiento a Greater Kansas City Commnunity Foundation and Affiliated Trust con decisiones operativas del equipo decididas por un grupo de cinco miembros directivos, como el ejecutivo de Wal-Mart David Glass. De acuerdo al plan para los Reales con duración de seis años para encontrar a un dueño para el equipo decidieron abrirse a las ofertas por el equipo. Los nuevos dueños mantendrían el equipo en Kansas City. Kauffman había testado que los nuevos dueños por nada, cambiarían al equipo de ciudad. "No compramos un equipo de béisbol para perder millones de dólares, dado que esto fue un proyecto para una pequeña ciudad". Sí no hay un dueño que pudiera ser encontrado con las restricciones de Kauffman, las cuales finalizaron el primero de enero de 2002, y el equipo fue vendido a un alto precio. En 1999, en la ciudad de Nueva York, el licenciado y dueño minoritario de béisbol Miles Prentice, no movería el equipo si le daban 75 millones de dólares por el equipo. Esto fue lo mínimo que había estipulado Kauffmn cuando se vendiera el equipo. La Liga Mayor rechazó la venta del equipo en esa temporada por no haber una razón específica. Al final de la vuelta el 13 de marzo de 2000, la Fundación aceptó el voto de Glass de 96 millones de dólares no aceptando los 115 millones de dólares de Prentice.
Durante el tiempo en la Fundación fue dueña del equipo, este declinó. En la temporada de 1994, los Reales redujeron el pago del pitcher David Cone y del outfielder Brian McRae, que continuaran con el mismo salario en la temporada de 1995. Aun así el equipo permaneció entre los que más alto salario tenían y se fue deslizando hacia la mitad de 40.5 millones de dólares en 1994,(el cuarto más alto de las Ligas Mayores), a 18.5 millones en 1996 (el segundo más bajo en las Ligas Mayores).
Como continúo con el salario promedio de las Ligas Mayores hacia el alza, le quedaba el pago de altos salarios a sus jugadores o la pérdida de ellos, en la agencia libre, los Reales negociaron sus estrellas como Kevin Appier, Johnny Damon y Jermaine Dye. Para 1999, el equipo pagó solo 16.5 millones de dólares. Haciendo material nuevo, muchos de los jugadores jóvenes de los Reales recibieron un intercambio en este Juego de Estrellas y que tenían poco valor. y con una espiral de descenso. Por lo tanto los Reales fue la franquicia muy baja con un bateo de .398 de porcentaje ganador con récord de 64-97) en 1999 y con 97 juegos perdidos en el 2001.
En la mitad de esta era, en 1997, los Reales declinaron la oportunidad de participar como miembro de la Liga Nacional, por un plan de ajuste para introducir a los Diamondbacks (cascabeles o coralillos) de Arizona y a las Mantarrayas de Tampa Bay como equipos de expansión en la Liga Nacional y de la Liga Americana respectivamente. Los Cerveceros de Milwaukee aceptaron la invitación y se pasaron a la Liga Nacional.
En el 2002 tuvieron un nuevo récord de equipo con 100 juegos perdidos por primera vez en la historia de la franquicia. El mánager fue Tony Muser, el cual fue sustituido por Tony Peña.

### 2003-2012
La temporada 2003 se veía como una temporada perdedora para el mánager Tony Peña. En su primera temporada completa con el club, guio al equipo a su primera temporada ganadora con récord de 83-79 desde 1994 y finalizó en el tercer lugar de la división Central de la Liga Americana. Fue nombrado el mánager del año por la Liga Americana y su efectivo shortstop Angel Berroa fue nominado Novato del Año.
De la temporada del 2004 hasta la temporada 2012, los Reales pasaron nueve récords perdedores consecutivos, el más largo en la historia del equipo. En seis de estas temporadas el equipo terminó en al último lugar de la división Central de la Liga Americana y ocho de estas nueve temporadas el equipo perdió 90 juegos. Las temporadas del 2004 al 2006 fue cuando los Reales perdieron 100 juegos cada año y el récord de la franquicia de todos los tiempos en juegos perdidos es de 56-106 en el año 2005
Alentados por muchos para ganar su división en el 2004 después del marcado de agentes libres, los Reales empezaron su modelo de reconstrucción tarde, en junio, liberando al veterano relevista Curtis Leskanic y trayendo a otro veterano relevista Jason Grimsley y a la estrella centerfield Carlos Beltrán por prospectos, con espera de una semana de cada uno. El equipo por consecuencia estuvo solo y perdió 104 juegos rompiendo el récord de la franquicia de hacía dos años. Los Reales empezaron a tener temporadas prometedoras provenientes de dos novatos, el center fielder David DeJesús y el pitcher inicialista Zack Greinke. El equipo continuó con un movimiento juvenil en el 2005, pero finalizó con récord perdedor de 56-106 con promedio de .346, a 43 juegos muy lejos del primer lugar, marcando la tercera vez en cuatro temporadas, el equipo restableció el marco de récord negativo en la historia de la franquicia. La temporada también vio a los Reales perder 19 juegos, siendo un récord de la franquicia. Durante la temporada, el mánager Tony Peña fue reemplazado por el mánager interino Bob Schaefer hasta que el entrenador de los Cleveland Indians Buddy Bell fue nombrado como el siguiente mánager. Mirando como un revolvente, el Gerente General Allard Baird firmó por varios años a varios veteranos bateadores antes de la temporada del 2006, incluyendo a Doug Mientkiewics, Mark Grudzielanek, Joe Mays y Scott Elarton. Pero a pesar de ello, los Reales tuvieron otra temporada perdedora de 100 juegos en el año 2006, siendo el undécimo equipo en la historia de las Ligas Mayores en perder 100 juegos en tres temporadas seguidas. Durante la temporada Baird quedó fuera como Gerente General, siendo reemplazado por Dayton Moore.
Kansas City entró en la temporada 2007 mirando finalizar la temporada entre cuatro y cinco veces con 100 juegos perdidos. Los Reales al igual que los Cubs y los Blue Jays, pujaron por el agente libre Gil Meche, el cual firmó por 5 años y por un contrato de 55 millones de dólares. El relevista Octavio Dotel también firmó por un año y un contrato de 5 millones. El equipo también agregó a varios nuevos prospectos, incluyendo a Alex Gordon y Billy Butles. Entre las primeras acciones de Dayton Moore como Gerente General, fue el instalar una nueva frase para el equipo: "Azul Verdadero. Es Tradición" En junio de 2007, los Reales tuvieron su primer mes ganador desde julio de 2003 y tuvieron otro mes ganador como lo fue julio. Los Reales finalizaron la temporada 69-93 pero 2007 marcó la primera temporada con juegos perdidos de menos de 100 desde el año 2003. El mánager Buddy Bell no fue firmado para la temporada siguiente.
Los Reales trajeron a Trey Hillman mánager del Nippon Ham Fighters, un mánager de Liga Menor de los Yankees de Nueva York, para ser el decimoquinto mánager en la historia de la franquicia. La temporada del 2008 inició con la liberación de los favoritos de los fanáticos, Mike Sweeney y la negociación de Angel Berroa a los Dodgers de los Ángeles. Por 13 juegos de la temporada 2008, los Reales tuvieron récord de 8-5 y estuvieron en el primer lugar de la división Central de la Liga Americana, algo inesperado con el inicio de la temporada previa. Por lo tanto, durante la suspensión del Juego de Estrellas, los Reales fueron perdiendo territorio, con récord de 13-5 en los juegos de interliga, el mejor de la Liga Americana. El equipo finalizó la temporada en cuarto lugar con récord de 75-87.
Previo a la temporada 2009, los Royals renovaron el Kauffman Stadium. Después del inicio de la temporada, los Reales finalizaron abril en el tope de la división Central de la Liga Americana, lo cual originó excitación entre los fanáticos. Por lo tanto el equipo mostró progreso y terminó el año con un récord final de 65-97 empatando el cuarto sitio en su división. La temporada mostró reflectores para el pitcher inicialista Zack Greimke, quien no permitió carrera en los primeros 24 innings de esa temporada, cuando finalizó el año de líder en carreras limpias en la Liga Americana y ganador del premio Cy Young de la Liga Americana. Greimke se unió a la Bret Saberhagen (en 1985) y 1989), y a David Cone (en 1994) como los únicos tres jugadores en la historia de los Reales en recibir el premio.
Los Reales iniciaron la temporada 2010 con un inicio rocoso y después que el equipo tuvo récord de 12-23 el mánager Trey Hillman fue despedido. Fue firmado como mánager proveniente de la organización de los Milwaulee Brewers, Ned Yost. Al final de la temporada 2010, los Royals terminaron con un récord de 65-97, en el último lugar de su división por sexta ocasión en siete años. Los Royals también tuvieron otro récord de franquicia durante la temporada, cuando recibieron 42 carreras en tres días seguidos: del 25 al 27 de julio. Los Royals iniciaron el 2011 con un inicio caliente con un récord de 10-4 después de 14 juegos, que se fue diluyendo conforme avanzaba la temporada. Los Reales perdieron y empezaron a tener un récord de 22-22 con .500 de porcentaje antes de la suspensión por el Juego de Estrellas, y después tuvieron un récord de 37-54 el peor en la Liga Americana. A pesar de esto, el bullpen de los Royals iba hacia arriba en el 2011 y con los infielders Eric Hosmer, Mike Moustakas, Manny Piña, Johnny Giavotella y Salvador Pérez. Hosmer ganó el premio de Novato del Mes en julio y en septiembre y Moustakas coleccionó 15 juegos dando de hit, lo cual empató la racha más larga de un novato de los Reales. Finalizaron en la temporada 2011 con récord de 71-91. La temporada del 2012, prácticamente lo mismo con récord de 72-90.

### 2013-2017: Regreso a la respetabilidad
El 10 de diciembre de 2012, el personal de pitcheo de los Reales, sufrió una sacudida (colocado entre los peores de la Liga en el 2012), trajeron de las Mantarrayas de Tampa Bay a los pitchers James Shields y Wade Davis mientras que los Royals cedieron al buen prospecto Wil Myers y a otros tres. Este cambio ayudó a catalizar el regreso a récords ganadores.
La temporada del 2013, tuvieron un inicio ganador, dado que los Royals tuvieron un récord de .500 en el mes de abril durante la temporada regular. El equipo no cometió errores en sus primeros siete juegos (por 64 2/3 innings) por primera vez en la historia del equipo. El 22 de septiembre, los Reales ganaron su juego número 82 en la temporada, teniendo una segunda temporada ganadora desde 1994. Los Royals finalizaron la temporada con 86-76, el mejor récord desde 1994.
La temporada del 2014 ha sido más importante. El 21 de julio, los Reales tuvieron récord perdedor (48-50) y estaban a 8 juegos detrás de los Tigres de Detroit, en el standing de la División Central de la Liga Americana. Pero tuvieron récord de 22-5 desde el 22 de julio al 19 de agosto, suficiente para que los Reales estén apropiados del primer lugar en la división Central de la Liga Americana. Los Reales llegaron al tope de la división el 11 de agosto, después de haber ganado ocho juegos en línea, aunados al slump y lesiones que tuvieron los Tigres de Detroit. Este último dato de los Royals marca la última vez que fueron líderes en su División y corresponde al 29 de agosto de 2003. Al final de la campaña, Detroit ganó la División y los Royals a disputar el Wild Card (comodín) ante los Oakland Athlectics.
Salvador Pérez, cácher de los Royals, había fallado a lo largo de todo el partido, pero despertó en su sexto turno al dar imparable por la raya de la tercera base que permitió anotar a Christian Colón en el cierre del duodécimo episodio donde los Reales de Kansas City timbraron en dos ocasiones para derrotar a Oakland Athletics 9-8 y avanzaron a la Serie Divisional de la Liga Americana. Los Atléticos dejaron escapar una delantera de cuatro anotaciones al batallar con sus relevos en el octavo y noveno inning. La pesadilla volvió en el duodécimo rollo donde no pudieron preservar la ventaja que les había dado el emergente Alberto Callaspo con imparable productor en la parte alta de la entrada doce. Brandon Moss descargó par de bambinazos para remolcar cinco anotaciones, que parecían suficientes para Oakland que tenía al zurdo Jon Lester en el cerrito, pero las cosas se vinieron a pique en el cierre del octavo episodio donde Luke Gregerson permitió que la herencia que dejó Lester, anotaran. Las cosas no mejoraron en la novena, ahora con Sean Doolittle que toleró la carrera del empate y en la entrada doce Dan Otero y Jason Hammell permitieron que los Royals reaccionaran de manera definitiva.
El abridor de los Royals James Shields lanzó cinco entradas y también fue víctima de un mal relevo. Yordano Ventura permitió el segundo jonrón del partido a Moss que le dio la voltereta al encuentro en esos momentos. Los Athletics tuvieron la baja de su receptor titular Geovany Soto y tuvieron que utilizar a Derek Norris, a quien le robaron siete bases. Soto se lesionó un dedo de su mano izquierda al sacar en la registradora a Eric Hosmer. Para el cierre del duodécimo inning, con un out, Hosmer dio un tablazo que rebotó en la barda del prado central y se convirtió en triple. Con el cuadro adentro, Christian Colón dio un machucón de botes altos por la tercera base, donde el antesalista nada pudo hacer para evitar la carrera del empate y el infieldhit. Colón salió al robo de la segunda base y pese a que Norris pidió un lanzamiento afuera, dejó escapar la pelota de su mascota y el corredor ancló en la intermedia. Salvador Pérez que iba de 5-0 con un par de ponches y ya con dos strikes en su contra, logró chocar la pelota y salió su batazo por la raya de la tercera base. Ahora los Reales visitaran a Los Angeles Angels of Anaheim, quienes concluyeron como el mejor equipo de las Ligas Mayores. La serie divisional será a ganar tres de cinco partidos.
Después de haber liquidado a Oakland Athltics en un juego de extrainnings, se enfrentaron al ganador de la división del Oeste, Los Ángeles Angels of Anaheim, el mejor equipo en porcentaje de ganados y perdidos en la Liga Americana. Se enfrentarían a ganar 2 de tres juegos. Dos partidos en Anaheim y el tercero en Kansas City. Los Reales ganaron por limpia de tres juegos a cero, siendo el juego número uno y número dos, ganados por cuadrangulares en extrainnings.
En el tercer juego, Alex Gordon encontró las bases llenas para conectar un doblete que vació las almohadillas. Eric Hosmer y Mike Moustakas agregaron cuadrangulares para que Kansas City Royals completaran la hazaña de barrer a los favoritos Angelinos de Los Ángeles 8-3 y obtuvieron su boleto a la Serie de Campeonato de la Liga Americana donde enfrentaran a Baltimore a partir del próximo viernes 10 de octubre en la casa de los Orioles. Reales volvió a la postemporada por primera vez desde 1985 y apenas el martes pasado obtuvo su pase al ganar el partido de comodines (wild card) en extrainnings a Oakland Athletics. En los dos primeros encuentros necesitó de 11 entradas para derrotar a los Angelinos en sus propios dominios y ahora ante el respaldo de su público las coasa fueron más tranquilas. Los Ángeles de los Ángeles de Anaheim (98-64) es el segundo club con mejor marca que son eliminados en la Serie Divisional. Los primeros habían sido los Yankees de Nueva York en el lejado 1980 por los Reales de Kansas City. El estelar James Shields estuvo lejos de su mejor nivel, pero contó con el respaldo ofensivo y defensivo de sus compañeros para caminar seis episodios.
Mike Scioscia mánager de Los Angeles Angels of Anaheim, necesitaba que CJ Wilson estuviera a la altura, pero el zurdo millonario con un sueldo de 16 millones de dólares, no pudo pasar del primer episodio. Los Ángeles utilizaron a ocho serpentineros en su intento por detener la artillería de los Royals.
La ofensiva visitante logró conectar ocho imparables, entre ellos cuadrangular de sus mejores cañoneros Mike Trouts y Albert Pujols que estuvieron apagados en los dos primeros encuentros. Para su desgracia los dos tablazos fueron sin gente en las colchonetas. Eric Aybar bateó de 4-4, pero Josh Hamilton una vez más se fue en blanco, aunque podrá presumir de que remolcó una carrera con una rola al primer cojín. Y por primera vez, los Ángeles estuvieron en ventaja, gracias al bambinazo de Mike Trout con un out en la parte alta del primer capítulo. Shields logró dominar al dominicano Pujols y Howie Kendrick para salir del apuro. Wilson sacó el primer tercio y parecía que defendería bien la mínima ventaja, pero Noricika Aoki y Lorenzo Cain pegaron imparables. El zurdo Eric Hosmer vio pasar el tercer strike. Billy Butler caminó para llenar las colchonetas y Alex Gordon vació las bases con su doblete que marcó la salida del abridor californiano. El zurdo Héctor Santiago, tercer lanzador, caminó a Aoki en el tercer tramo y tras retirar a Caín, vino el también zurdo Eric Hosmer para aumenta la ventaja 5-1. Los visitantes habían recortado la ventaja con un vuelacercas de Pujols, pero lograron fabricar dos más para sacar mayor ventaja, la primera con el vuelacerca de Moustakas y la segunda con un elevado de sacrificio de Cain. ´
El público conforme fue transcurriendo el partido, fueron sacando las escobas y con el legendario George Brett en las tribunas todos esperaban que cayera el out 27 y Greg Holland subió al cerrito por tercera ocasión y colgó el último cero ante Trout, candidato a Jugador Más Valioso de la Liga Americana.
El último juego fue ganado ocho carreras a tres. Ahora se enfrentarán al campeón de la división del Este de la Liga Americana: los Orioles de Baltimore que a su vez, despacharon también por limpia, a los Tigres de Detroit. Esta serie de campeonato de la Liga Americana es de ganar cuatro de siete juegos y el ganador a la Serie Mundial contra el campeón de la Liga Nacional.
El primer juego se realizó en la casa de los Orioles de Baltimore 10 de octubre de 2014 y con jonrón en la décima entrada, victimaron a los Orioles 8-6 con lo cual se ganó el primer juego como visitante de la Serie. Los Orioles eran ampliamente favoritos después de haber despachado a los Tigres de Detroit que había sido el ganador divisional del Este de la Liga Americana.
El 11 de octubre, se realizó el segundo juego en donde Alcides Escobar dio doblete por la raya de la primera base en el noveno episodio que permitió anotar desde la intermedia al corredor emergente Terrance Gore para encaminar a los Reales de Kansas City al triunfo 6-4 sobre los Orioles de Baltimore para colocarse adelante 2-0 en la Serie por el Campeonato de la Liga Americana Mike Moustakas conectó por segundo día cuadrangular, cu cuarto de la postemporada, y ayudó a que Kansas City ligara su sexto triunfo en la ronda de playoff, cuatro de ellos en patio ajeno. La racha de los Reales se extiende a nueve victorias consecutivas, incluyendo tres en la Serie Mundial de 1985 ante Cardenales de San Luis. Lorenzo Cain pegó cuatro hits, el último de ellos remolcó a Escobar con la sexta anotación. No todo fue felicidad para los visitantes, porque su estelar abridor Yordano Ventura salió en la parte baja del sexto inning después de haber sacado dos outs.
Reales tomó la delantera en el mismo primer episodio frente al abridor Bud Norris, con indiscutible de Eric Hosmer y un doblete de Billy Buttler metió la tercera para alejarse 3-1 Los locales descontaron en el segundo tramo al aprovechar el descontrol de Ventura, a quién obsequió tres pasaportes y con elevado de sacrificio de Caleb Joseph rompieron el cero. Adam Jones con un tablazo detrás de la cerca del prado izquierdo con un compañero en las colchonetas igualó la pizarra. Moustakas devolvió la delantera a los Reales con su bambinazo en el cuarto rollo, pero Baltimore los alcanzó con una bola ocupada de Nelson Cruz. Kelvin Herrera entró a relevar a Brandon Finnnegan en el séptimo inning y tuvo las bases llenas con un out, pero dominó a Steve Pearce y JJ Hardy con elevados a los jardines, el primero fue corto y no quisieron arriesgar a Nick Markakis, quién corría por el tercer cojín. La octava fue para el ganador Wade Davis con salvamento de Greg Holland. Darren O'Day volvió a trepar al cderrito y sacó sin problemas el último out del octavo episodio, sus problemas al igual que el viernes se dieron en la siguiente tanda. Omar Infante se embazó con un infield y entró a correr Terence Gore, quién avanzó a la intermedia con un toque de sacrificio de Moustakas ante el relevista Zach Britton, que toleró el doble de Escobar y tras un error de su tercera base vino el hit productor de Cain, O'Day fue el perdedor por segundo partido consecutivo.
Reales tiene seguro a su abridor del tercer encuentro y será Jeremy Guthrie, mientras Buck Showalter quién perdió por primera vez dos partidos en su estadio desde el 28 y 29 de junio, decidirá si el zurdo Wei-Yin Chen o el mexicano Miguel "El Mariachi" González será su siguiente abridor. Hasta el momento, ningún club se ha recuperado tras perder los dos primeros encuentros en casa en Series de Campeonato.
El 14 de octubre de 2014, se realizó el tercer juego por el Campeonato de la Liga Americana en Kansas City, juego retrasado por la lluvia. Jeremy Guthrie y cuatro relevistas más retiraron a los últimos 16 bateadores, Billy Butler con elevado de sacrificio en el cierre del sexto episodio rompió un empate para que los Reales de Kansas City derrotaran 2-1 a los Orioles de Baltimore y tomaron una cómoda ventaja de 3-0 en la Serie de Campeonato de la Liga Americana. Reales enviará a Jason Vargas en el cuarto encuentro para buscar su boleto a la Serie Mundial por primera vez desde 1985. Su rival será el mexicano Miguel González, quién tendrá su primera apertura de la postemporada. Una vez más la mejor ofensiva de las Grandes Ligas fue silenciada por los serpentineros de los Reales que ligaron su séptima victoria consecutiva este año en playoffs y décima en postemporada desde 1985. Mike Moustakas estuvo callado con el madero, pero a la defensiva, realizó dos grandes lances en la tercera base, atrapó un elevado de foul de Adam Jones para abrir el sexto rollo. Terminó en la caseta pero no soltó la pelota.
Orioles tomó la delantera en el segundo episodio, algo que no consiguieron en los dos primeros encuentros en su casa. Nelson Cruz, el líder jonronero roleteó a la inicial, pero Steve Pearce y JJ Hardy dieron dobletes consecutivos, este último productor para irse arriba 1-0. Guthrie todavía caminó a Ryan Flaherty, pero Nick Hundley y Jonathan Schoop elevaron. La tercera ronda parecía que volería a ser fructífera para los visitantes, al iniciar Nick Markakis con imparable, pero este serie el último que conectaron los Orioles en el resto del encuentro. Guthrie retiró sin problemas a sus siguientes tres enemigos, con dos outs al cuadro y un elevado. Flaherty fue el último en llegar a la primera almohadilla con pasaporte en la cuarta ronda con dos outs. Guthrie lanzó por primera vez dwesde el 26 de septiembre, ya no salió para el sexto capítulo, pese a retirar a sus últimos cuatro bateadores. Jason Frasor (1-0), Kelvin Herrera, Wade Davis y Greg Holland terminaron el partido, retiraron en orden sus innings que trabajaron. Holland se apuntó su tercer salvamento en la serie.
El zurdo taiwanés Wei-Yin Chen colgó los tres primeros ceros y tras sacar el primer out del cuarto rollo, el panorama se le nubló. Lorenzo Cain y Eric Homer pegaron indiscutibles. Billy Butler recibió pasaporte para congestionar las almohadillas. Alex Gordon sacó una rola lenta por la segunda base, donde Jonathan Schoop solo tuvo jugada en el primer cojín. Norichika Aoki abrió el sexto rollo con hit y de inmediato el mánager Ned Yost mandó a correr al veloz Jarrod Dyson. Vino el primer out, al abanicar a Lorenzo Cain, pero Hosmer respondió con indiscutible al jardín derecho que permitió llegar a Dyson a la antesala. Un elevado de sacrificio de Butler al prado izquierdo mandó a la registradora la carrera del desempate. El triunfo de los Reales fue el 13° que se decide por una carrera en la postemporada. Hasta el momento van seis encuentros que se deciden en extrainnings, incluyendo la victoria de los Gigantes.
El 15 de octubre de 2014, se realizó el cuarto juego entre los Kansas City Royals y Baltimore Orioles. El receptor Clade Joseph no pudo quedarse con la pelota y Alcides Escobar y Nori Aoki anotaron en el cierre del primer episodio, mientras Jason Vargas y tres relevistas espaciaron cuatro hits para que Kansas City Royals completaran la limpia ante Baltimore Orioles, al derrotarlos 2-1 y se clasificaron por primera vez desde 1985 a la Serie Mundial. "Ha sido una travesía sorprendente. Esto es grandioso", exclamó el jardinero izquierdo Alex Gordon, quién se estrelló contra la barda sin soltar la pelota. Los Reales ligaron su octavo éxito en esta postemporada. El lanzador mexicano Miguel "El Mariachi" González abrió por los Orioles, tuvo mala suerte, porque aceptó dos anotaciones sin que le sacaran la pelota del cuadro. Su labor en 5 entradas con dos tercios, aceptó cuatro hits, dio cuatro bases por bolas, una intencional, dos pelotazos, cometió un wild pitch y recetó cuatro ponches. Una carrera fue sucia.
Escobar abrió con un infield hit por arriba de la cabeza del serpentinero mexicano, Aoki fue golpeado. Lorenzo Cain se sacrificó y Eric Hosmer dio una rola por la primera base, donde Steve Pearce tiró con tiempo a jom, pero el cácher Joseph con una sola mano tocó a Escobar, quién le tumbó la pelota, la cual se fue cerca de la caseta de los locales, lo que aprovechó Aoki para timbrar la segunda rayita que al final fue definitiva. Vargas tiró cinco entradas con un tercio con dos imparables, uno de ellos jonrón de Ryan Flaherty, le siguió Kelvin Herrera en un inning y dos tercios, terminaron Wade Davis y Greg Holland, quién empató la marca de Dennis Eckersley con cuatro salvamentos. Ahora esperan a su próximo rival los Gigantes de San Francisco o los Cardenales de San Luis, quienes tendrán que visitarlos el próximo martes 21 de octubre y comenzar el clásico de otoño.
Con el revés de Miguel González, fue el cuarto descalabro en línea para los Orioles de Baltimore que perdieron la Serie de Campeonato de la Liga Americana por barrida de cuatro juegos, ante los Reales de Kansas City, mismo truco que habían realizado antes al ganador divisional del Oeste de la Liga Americana los Ángeles de Los Ángeles de Anaheim pero en tres juegos. Y de aquí a verse las caras con el campeón de la Liga Nacional.
Lorenzo Cain fue elegido el Jugador Más Valioso de la ALCS.
En la Serie Mundial fueron derrotados por los San Francisco Giants en siete partidos.
El 24 de septiembre de 2015 el pitcher Johnny Cueto con récord de(3-6), obtenido en el mes de agosto de los Cincinnati Reds, obtuvo su primer éxito en seis semanas, pero llegó en el momento preciso para darle el título de la División Central de la Liga Americana a Kansas City Royals por primera vez en 30 años, al apalear 10-4 a los Seattle Mariners.
El día 9 de octubre de 2015, los Houston Astros le dieron a los Kansas City Royals una cucharada de su propia medicina. Apelando el pitcheo brillante de Collin McHugh el bateo oportuno y una defensa impenetrable, los Astros se colocaron adelante en la serie divisional de la Liga Americana al derrotar anoche 5-2 a los Royals.
McHugh (1-0) permitió cuatro hits, incluyendo un par de jonrones solitarios del cubano Kendrys Morales, volviendo a la lomita luego que el partido fue interrumpido 49 minutos por la lluvia. El derecho cubrió seis innings antes de ceder la responsabilidad a su bullpen que dejó a tres corredores en espera de remolque en los últimos episodios.
Tony Sipp, Will Harris y el mexicano Oliver Pérez pasaron la posta a Luke Gregerson. uno de los relevistas del equipo de Oakland que se desmoronó en el juego de Wildcards en Kansas City el año pasado. Gregerson supo cumplir la tarea en el noveno. George Springer y Colby Rasmus resplandaron a sus lanzadores con cuadrangulares.
Yiordano Ventura permitió tres anotaciones con cuatro imparables y una base por bolas en dos episodios, pero él a diferencia de su rival, ya no volvió después de la suspensión. Chris Young lo relevó, pero permitió el bambinazo de Springer en el quinto rollo.
Con el triunfo de Houston, por primera vez desde 1970, los equipos visitantes ganaron los primeros cuatro partidos de playoffs. Los dos primeras ocasiones ocurrieron en 1906 y 1923.
Jugando en Kansas City el 9 de octubre de 2015, Ben Zobrist conectó sencillo que significó la ventaja en el séptimo inning y Kansas City Royals se recuperaron de un déficit de tres carreras para superar 5-4 a Houston Astros, con lo que lo que igualaron la serie divisional de la Liga Americana a un triunfo por bando.
El relevista Wade Davis recibió ayuda de la repetición en video y Kansas City tomó la delantera con un triple de Alcides Escobar frente a Will Harris (0-1) en la apertura del séptimo capítulo. Zobrist siguió con su sencillo al bosque izquierdo.
Kelvin Herrera (1-0) y Ryan Madison resolvieron un inning cada uno sin admitir carrera, como relevistas de los Royals. Davis cerró el duelo con sobresaltos. Dio un boleto a Preston Tucker, con un out. Carlos Gómez, quién ingresó como corredor emergente, fue marcado safe cuando se deslizó de cabeza en la inicial. Sin embargo, la decisión se revocó tras revisar la repetición. Davis obligó a que José Altuve conectara una roleta inofensiva para poner fin al encuentro.
El zurdo mexicano Oliver Pérez mostró su otra cara, después de dominar a Eric Hosmer el jueves por la noche. ahora el cañonero de los Royals, le dio sencillo productor que acercó a los locales en el cierre del sexto Rollo. Oliver todavía permitió indiscutible del cubano Kendrys Morales y otorgó pasaporte a Mike Moustakes para abandonar el encuentro. Su sustituto Josh Fields caminó al primer rival que enfrentó y permitió anotar a Hosmer la carrera del empate que fue a la cuenta del relevista azteca.
La Serie Mundial fue ganada 4-1 por los Royals ante los New York Mets. El receptor venezolano Salvador Pérez fue nombrado MVP de la Serie Mundial.

### 2018-presente
En 2018, el equipo comenzó una nueva reconstrucción, intercambiando a Moustakas a mitad de temporada por prospectos y dándole tiempo de juego a jugadores jóvenes como Adalberto Mondesi, Ryan O'Hearn y Brad Keller. A pesar de esto, el equipo terminó con solo 58 victorias, el total de victorias más bajo del equipo desde 2005. La temporada 2018 también marcó el surgimiento de Whit Merrifield como estrella, ya que lideró la MLB en hits (192) y bases robadas (45).
El 3 de junio de 2019 los Royals seleccionaron a Bobby Witt Jr. con la segunda elección del draft de la MLB. Considerado ampliamente como uno de los mejores prospectos del béisbol, Witt era considerado como uno de los prospectos más importantes que ha reclutado Kansas City desde Eric Hosmer y Mike Moustakas.
Matt Quatraro fue contratado como mánager para la temporada 2023, y el equipo terminó con un récord de 56-106. De cara a la temporada 2024, los Royals fueron agresivos en la temporada baja contratando lanzadores como Michael Wacha y Seth Lugo. Los Royals de 2024 se convirtieron en el segundo equipo en pasar de más de 100 derrotas de la temporada anterior a un lugar en los playoffs en la siguiente. La temporada 2024 fue un gran avance para los Kansas City Royals, quienes lograron mejorar significativamente con 30 victorias adicionales y una marca de 86-76. Esta mejora los llevó a los playoffs por primera vez desde 2015, aunque su camino se cerró en la Serie Divisional de la Liga Americana contra los Yankees. La temporada estuvo marcada por el liderazgo ofensivo de jugadores como Bobby Witt Jr., Vinnie Pasquantino y Salvador Pérez, mientras que el pitcheo, encabezado por Cole Ragans y Seth Lugo, consolidó una de las mejores efectividades de la liga. Momentos destacados incluyeron un regreso dramático el 7 de junio, donde los Royals remontaron ocho carreras contra los Mariners, y el primer juego completo en la carrera de Seth Lugo el 24 de julio. A pesar de la lesión de Pasquantino a finales de agosto, el equipo adquirió a Lucas Erceg, Tommy Pham, y otros jugadores veteranos para fortalecer la plantilla de cara a los playoffs.

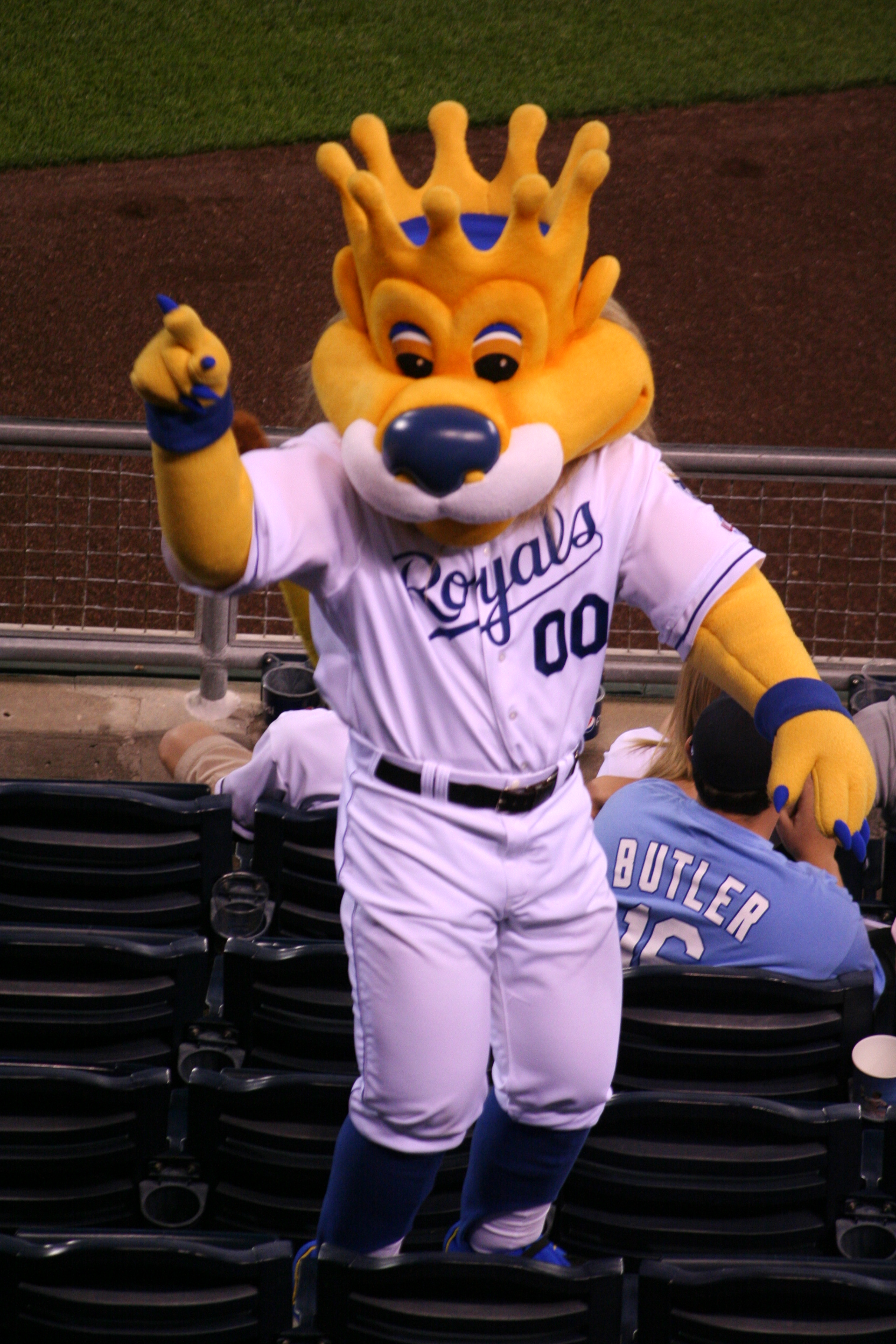
Sluggerrr

## Símbolos

### Mascota
Sluggerrr es la mascota de los Reales. Sluggerrr es un león el cual hizo su primera aparición el 5 de abril de 1996. En un día de juego, Sluggerrr se le puede encontrar dando agresivos alientos a los jugadores y a los fanáticos, pitchando en la "Little K" (pequeños), vendiendo hot dogs los cuales anuncia dentro de los stands entre los innings.

## Rivalidades

### St. Louis Cardinals
Los Royals (Reales) tienen rivalidad con este equipo por ser del mismo estado. Esta rivalidad se inició a principios de los años 80's acentuándose con la victoria sobre los Cardenales en la Serie Mundial de 1985. La Serie originó muchos enfrentamientos entre los fanáticos de ambos equipos, favorecida por la controvertida jugada en la parte alta del noveno inning del juego número 6 en el cual Jorge "Charolito" Orta, fue declarado safe (quieto) en la primera base y que la repetición de la televisión mostró más tarde que el realmente había sido out. Un rally de los Royals los empató y más tarde ganó el juego y la Serie Mundial.
Los juegos interligas iniciados en 1997 son llamados Serie I-70 (nombre de la carretera (highway) que separa a estas dos ciudades y han sido revividos en juegos que no son de exhibición. Las primeras pocas temporadas de la Serie entre ellos, con cierta ventaja de los Cardinals 14-13 a través de la temporada del 2003. Pero hasta la temporada del 2014, los Cardinals tienen ventaja de 46-34. Los Royals tomaron 2 juegos de tres a los Cardinals en el 2010 debido a victorias de sus pitchers Zack Greinke y Bruce Chen. Solo han ganado 2 juegos de seis en el 2011 y 2012. El equipo perdió tres de cuatro en el 2013, pero ha ganado tres de cuatro en la temporada del 2014.

### New York Yankees
Históricamente, una de las mayores rivalidades de los Royals, ha sido con los New York Yankees. La rivalidad fue grande entre 1976 y 1980, cuando ambos equipos llegaron al primer lugar de sus divisiones y se enfrentaron cuatro veces en cinco años por el campeonato de la Liga Americana. Un viejo factor en las relaciones entre Kansas City y New York es "la relación especial" entre ellos, cuando los Yankees se enfrentaban a los Kansas City Athletics en la década de los 50's, en donde Kansas City tenía mejores jugadores (Roger Maris y Ralp Terry) por mencionar algunos los cuales fueron vendidos a New York por una pequeña compensación. Los Royals revivieron esos sucesos de los Yankees, pero históricamente la rivalidad del equipo de New York es con los Boston Red Sox.

## Jugadores

### Números retirados

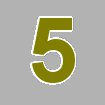
George Brett 3B Retirado en 1994
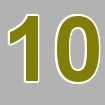
Dick Howser Manager Retirado en 1987
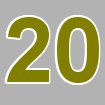
Frank White 2B Retirado en 1995
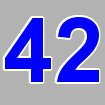
Jackie Robinson 2B Retirado en 1997

## Radio y televisión
En el año 2012, los Reales se afiliaron con la estación de radio KCSP 610AM, aunque la estación desde cuatro años antes de esta temporada, transmitía los juegos de los Reales. Los comentaristas deportivos de la radio son Denny Matthews y Bob Davis con Steve Stewart y Steve Physioc.
Los juegos de los Reales son transmitidos por Fox Sports de Kansas City una rama de Fox Sports del medio-oeste. Para la temporada 2012, Ryan Lefebre se unió con Jeff Montgomery por cerca de 20 juegos mientras que el resto de ellos fueron narrados por los primeros comentaristas de los Ángeles Rez Hudler y Steve Physioc.
El 22 de febrero de 2007, Mathews fue seleccionado como el ganador del premio Ford C. Frink del 2007, el cual se otorga cada año por la mayor contribución al béisbol.

## Palmarés
- Serie Mundial (2): 1985, 2015.

- Subcampeón Serie Mundial (2): 1980, 2014.

- Banderines de la Liga Americana (4): 1980, 1985, 2014, 2015.

- División Central AL (1): 2015.

- División Oeste AL (6): 1976, 1977, 1978, 1980, 1984, 1985.